# Abraham Yehoshua
Abraham Yehoshua (Hebreeuws: אברהם ב. יהושע) (Jeruzalem, 19 december 1936 – Tel Aviv, 14 juni 2022) was een Israëlisch schrijver.

## Biografie
Yehoshua komt uit een familie van Sefardische Joden. Hij studeerde literatuur en filosofie aan de Hebreeuwse Universiteit van Jeruzalem. Sinds 1972 woonde hij in Haifa en was hij professor literatuurwetenschap aan de Universiteit van Haifa.
Zijn werk bestaat uit verhalen, romans, toneelstukken en essays. Yehoshua overleed op 85-jarige leeftijd aan de gevolgen van kanker.

## Politieke achtergrond
Yehoshua heeft het als een taak gezien een middenrol in te nemen tussen Arabieren en Israëli's. Hij was jarenlang een voorstander van een Palestijnse staat. Hij stelde onder meer een omvangrijk document op met de Palestijn Izzat al-Ghazzawi. Bij de presentatie van zijn nieuwe boek "De Tunnel" (2020), dat over iemand gaat die in de eerste stadia van dementie zit, vertelde hij aan de online krant The Times of Israel, dat hij sinds enkele jaren een Palestijnse staat niet meer als een realistische mogelijkheid ziet, vanwege de nederzettingen en omdat de Palestijnen geen staat zouden accepteren zonder Oost-Jeruzalem. Hij stond voor een een-staat-oplossing met gelijke rechten voor zowel Palestijnen als Israëliërs.

## Werken in Nederlandse vertaling
(met achter de titel tussen haakjes het jaar van uitgave van de oorspronkelijke titel)

### Fictie
- Drie dagen en een kind (bevat ook: Met het oog op de bossen ; Het durende en vóórtdurende zwijgen van een dichter; 1963-1966). Amphora Books, 1982 (vert. Maartje van Tijn)
- Vroeg in de zomer van 1970 (1970). Amphora Books, 1980 (vert. Maartje van Tijn)
- De minnaar (1977). Wereldbibliotheek, 1996 (vert. Ruben Verhasselt)
- De vijf jaargetijden van Molcho (1987). Wereldbibliotheek, 1991 (vert. Ruben Verhasselt)
- De bevrijdende bruid (1988). Wereldbibliotheek, 2007 (vert. Kees Meiling)
- Meneer Mani : een roman in gesprekken (1990). Wereldbibliotheek, 1993 (vert. Ruben Verhasselt)
- Open hart (1995). Wereldbibliotheek, 1998 (vert. Ruben Verhasselt)
- Reis naar het einde van het millennium (1997). Wereldbibliotheek, 1999 (vert. Ruben Verhasselt)
- Van Algiers naar Parijs in het jaar 998 (eerste vier hoofdstukken uit Reis naar het einde van het millennium; ter gelegenheid van de jaarlijkse boekenbeurs Het Andere Boek). Wereldbibliotheek, 1999 (vert. Ruben Verhasselt)
- De missie van de human-resourcesmanager : een passie in drie delen (2004). Wereldbibliotheek, 2005 (vert. Ruben Verhasselt)
- Vriendschappelijk vuur (2007). Wereldbibliotheek, 2010 (vert. Hilde Pach)
- Het eerbetoon (2011). Wereldbibliotheek, 2015 (vert. Hilde Pach)
- De figurante (2014). Wereldbibliotheek, 2017 (vert. Sylvie Hoyinck)
- De tunnel (2018). Wereldbibliotheek, 2021 (vert. Kees Meiling)
- De enige dochter (2021). Wereldbibliotheek, 2023 (vert. Hilde Pach)

### Non-fictie
- Naar een normaal Joods bestaan (1980). Amphora Books, 1983 (vert. L. Waterman) (Amphora Books)
- Kijken in de spiegel: over verzoening, identiteit en de toekomst van Israël (2004). Wereldbibliotheek, 2006 (Floor Borsboom)

## Onderscheidingen
Yehoshua ontving meerdere onderscheidingen, waaronder de Brenner-prijs (1983), Alterman-prijs (1986), Bialik-prijs voor literatuur, samen met Avner Treinin (1989), en de Israël-prijs voor Hebreeuwse literatuur (1995).
Daarnaast ontving hij de Nationaal Joodse Boekenprijs, Koret Joodse Boekenprijs, en werden hem eredoctoraten toegekend door de Hebrew Union College (1990), Tel Aviv-universiteit (1998), Torino-universiteit (1999) en Bar-Ilan-universiteit (2000).

## Trivia
- In 2021 maakte Yair Qedar een documentaire over Yehoshua.